# Zavoze
Zavoze (nemško Sabosach) je naselje v Občini Šmarjeta v Rožu v Okraju Celovec-dežela na Koroškem v Avstriji.